# Bryophaenocladius psilacrus
Bryophaenocladius psilacrus är en tvåvingeart som beskrevs av Ole Anton Saether 1982. Bryophaenocladius psilacrus ingår i släktet Bryophaenocladius och familjen fjädermyggor.
Artens utbredningsområde är South Carolina. Arten har ej påträffats i Sverige. Inga underarter finns listade i Catalogue of Life.